# Karel van Steenhoven
Karel van Steenhoven (Voorburg, 1958) is een Nederlands blokfluitist en componist.

## Levensloop
Van Steenhoven studeerde blokfluit bij Kees Boeke aan het Sweelinck Conservatorium in Amsterdam en - na zijn solistenexamen - compositie bij Robert Heppener en Tristan Keuris. 
Sinds 1978 was hij als medeoprichter actief bij het Amsterdam Loeki Stardust Quartet waarmee hij wereldwijd concerteerde. Hij won het Musica Antiqua Concours Brugge 1981, Edison Klassiek in 1986 en in 1988. Daarnaast werkte Karel van Steenhoven met o.a. Musica Antiqua Köln en de Solisten des Gewandhausorchesters. 
In 1995 werd Van Steenhoven benoemd tot hoogleraar voor blokfluit aan de Hochschule für Musik Karlsruhe. Hij was jurylid bij het Moeck Blockflötenwettbewerb 1997, de ARS Composition Contest 2006, de ERTA compositiewedstrijd 2011 en gastdocent aan de conservatoria van o.a. Berlijn, Odense, Nürnberg en Zürich. Sinds 2008 is Van Steenhoven als componist verbonden aan Schott Verlag.

## Werken
Muziek
- ricercar, 1980 (blokfluit solo)
- Duettino, 1981 (Viola, Violoncello)
- Green Pastures (Viola, Sopranzang), Japanse Rolprent, 1986 (Groot Ensemble)
- Drie Toccatas, 1985 (Piano solo)
- ricercar bastarda, 2012 (solo violino)
- Winddrops and Memories, 1999 (dubbelkwartet voor 8 blokfluiten)
- Toneelmuziek: Odyssee, 1984, Herostratos, 1986
- Filmmuziek: Een volslagen onpolitieke daad[2] 1987
- Voor het ALSQ: Stil Gevaar, Wolken, La Chanteuse et le Bois Sauvage, The Fugitive
- Educatieve werken: 
  - Waves and Wrinkles, 1988 (12 blokfluiten)
  - Breath Machines, 2012 (Duetten)
  - Etuden voor de Eagle Alt, 2012
- Lichte muziek: 
  - Where Eagles dare, 2012 (2 Eagles, tenor saxofoon)
  - Cuba Fluta, (Duet), Festa Cubana, 2012 (piano vierhandig)

Artikelen
- Flutedrumming, die Blockflöte als Perkussionsinstrument (Windkanal, 2010-4)
- Das Ricercar. Virtuose Improvisation und kreative Übemethode (Tibia 1/1992, S. 1, Jg. 17, Bd. 9)
- Die Blockflöte im 21. Jahrhundert (Tibia 1/1998, S. 28, Jg. 23, Bd. 12)
- Intonation and temperament in unaccompanied instrumental and vocal ensembles (Eigen publicatie)
- Il ricercare solistico e d’assieme nel secolo XVI (in: Il Flauto Dolce, Orpheus Edition)
- Kurze Geschichte des Ensemblespiels (in: Lexikon der Flöte, Laaber Verlag)
- Historische Aufführungspraxis und aktuelle Blockflöte (Windkanal, 2009-2)

Muziekuitgaven
- Siri (Moeck, Drei Solos, EM 2817)
- Wolken (Blokfluitkwartet, Moeck, EM 2802)[3]
- Silent Danger (Blokfluitkwartet, Schott OFB 213)
- The Fugitive (Blokfluitkwartet, Schott ED 20600)
- 7 Minimal Preludes (Solo preludes, Schott, OFB 212)
- Night Song (Duet met Zang, Schott ED 20599)
- Musical Journey (Educatief Duet, Schott, OFB 216)
- Tegenwind (duet voor blokfluit en ventilator, in preparation Schott uitg. in 2013)
- Breath Machine (educative duetten, in preparation Schott uitg. in 2013)

Discografie
Een selectie uit de door hem opgenomen cd's:
- Bach, Konzert BWV 1050 (Brillant Classics)[4]
- Fade Control (Channel Classics)
- La Spagna (DECCA)
- Die Kunst der Fuge (DECCA)
- Consort Songs (Channel Classics)
- Virtuoso Recorder Music (DECCA)